# Суич (компютърни мрежи)
Мрежовият комутатор (жаргонно наричан суич (на английски: switch), както и превключвател или комутатор) е самостоятелно компютърно устройство, вид мрежово оборудване, което съчетава функциите на многопортов повторител и високоскоростен мост. Работи както на канално, така и на мрежово ниво. Създава таблица на MAC адреси, чрез които разпределя трафика в мрежата и така свързва мрежови сегменти.
Ниският клас мрежови комутатори е почти идентичен с мрежовите концентратори (хъбове), макар и все пак „по-интелигентен“. Комутаторите са способни да преглеждат постъпилите пакети информация, да определят източника и дестинацията им и да ги препращат. Тъй като доставя пакетите само на устройството, за което са предназначени, комутаторът не запълва капацитета на канала и предлага много по-добра производителност от хъба. Първият мрежов комутатор е представен от компютърната компания „Калпана“ през 1990 г.

## Функции
Както и при хъбовете, мрежовите комутатори се използват главно в Ethernet мрежи. Преобладаващата част от Ethernet комутаторите поддържат 10/100 Mbit/s или 10/100/1000 Mbit/s портове. По-големите комутатори могат да имат и 10 Gbit/s портове.

### Типични функции за управление на комутатори
- Включване/изключване на определен обхват от портове.
- Скорост на връзката и настройки на дублирането (duplex).
- Приоритет на дадени портове.
- MAC филтриране и други видове сигурност на портовете, които предпазват и от „MAC flooding“.
- Използване на Spanning Tree Protocol.
- SNMP следене на устройството и стабилността на връзката.
- Port mirroring (познато още като „порт мониторинг“).
- VLAN настройка.
- 802.1x контрол на мрежов достъп.
- IGMP snooping.